# Јастреб Вук-Т
Јастреб Вук-Т (скраћено Вук-Т) је једноседа школско-тренажна једрилица, класе Стандард 15 m, направљена потпуно од стакло пластике (фибергласа) а намењена је за прелазну обуку једриличара. Пројектовао ју је професор Томислав Драговић са Машинског факултета Универзитета у Београду а производила се у Фабрици ФАЈ Јастреб из Вршца.

## Пројектовање и развој
Једрилица Вук-Т је пројектована 70.-тих година 20.-тог века у Институту Машинског факултета Универзитета у Београду. На челу пројектантског тима је био професор Томислав Драговић. Првобитна ознака једрилице (радни назив) је била ВТЦ-79, да би на крају добила име по сину проф. Драговића.
Једрилица Вук-Т је била прва једрилица у нас која је пројектована на "научној" основи. При њеном конструисању су коришћени компјутери а у њеном испитивању су коришћени најсавременији уређаји тада расположиви почев од аеротунела па преко лабораторија за проверу оптерећења која се могу појавити у лету (симулације), до провере отпорности свих критичних елемената летилице. Након фабричког тестирања ова једрилица је предата ВОЦ (Ваздухопловном опитном центру) Ратног ваздухопловства Југославије који је детаљно опитовао једрилицу пре одобрења за производњу и њеном дистрибуирању Аеро клубовима широм земље.
У аеродинамици једрилица Вук-Т представља куриозитет, наиме код ове једрилице је први пут у свету примењено супер критично крило што је изазвало велико интересовање и пажњу светске стручне јавности. О овој једрилици су у то време писали најзначајнији светски стручни часописи: Aviation International No. 765, 1979., Soaring No. 12, 1979., Flugwelt No. 2, 1980., JANE’S за 1981./82., 1983./84., 1985./86. и 1990./91. годину, итд. Примена супер критичног крила је побољшала перформансе летилице тако да је једрилица Вук-Т са размахом крила од 15 m лака за управљање како при малим тако и при великим брзинама. Појава једрилице Вук-Т утицала је на водеће произвођаче једрилица да почну пимењивати ово решење.

### Технички опис
Једрилица Вук-Т је у потпуности направљена од стаклопластике (фибергласа). Крило је трапезоидног облика, аеропрофила NASA GA(W)-1 релативне дебљине 17% и има две рамењаче. Крила су направљена по сендвич принципу, оплата од стаклених влакана а испуна ПВЦ пена. Ремењаче крила су такође направљена од стаклопластике као и оплата крила и чине јединствену целину. Крилца су везана за другу ремењачу помоћу шарки. Крила су опремљена аеродинамичким кочницама SCHEMPP-HIRTH.
У централном делу трупа се налази део металне решеткасте конструкције која служи за везивање трупа и крила. Поред тога за ову металну конструкцију су причвршћене полуге управљачког механизма једрилице и конструкција стајног трапа. Стајни трап се састоји од увлачећег точка са добош кочницом и дрљачом која се налази на репу.
Положај пилота у кабини је полулежећи. Кабина је опремљена стандардним инструментима за контролу лета: брзиномер, висиномер, вариометар и магнетни компас. Поклопац кабине је једноделан од плекси стакла и отвара се на страну. Оков му омогућава лако одбацивање у случају опасности.
Репне површине имају облик слова Т, што значи да је хоризонтални стабилизатит на врху вертикалног стабилизатора, и израђене су као и крило.

## Карактеристике
Карактеристике наведене овде се односе на једрилицу Јастреб Вук-Т а према изворима
| Финеса      | 1 : 37,5 при брзини 95 km/h |
| Перформансе | - максимална брзина 240 km/h - минимална брзина 59 km/h - минимално пропадање 0,65 m/s при брзини 78 km/h - максимална брзина у бури 150 km/h                         |
| Димензије   | - размах крила 15,00 m - дужина 6,5 m - висина 1,3 m - површина крила 12,00 m² - виткост 18,82 - аеропрофил крила NASA GA (W)-1 - макс. оптеречење крила; 32,08 kg/m² |
| Маса        | - сопствена 260 kg - полетна 385 kg - водени баланс; нема |

## Оперативно коришћење
Једрилица Вук-Т је високоспособна једрилица која је предвиђена за наставак обуке једриличара после летења на двоседим једрилицама. Својим перформансама она омогућава једриличарима постизање признања за једриличарски ниво који се зове златна значка једриличарства. Ове летилице су произведене у ФАЈ Јастреб из Вршца (бивши ВТЦ Вршац). Првих 38 примерака је произведено у периоду од 1979 до 1981. године, следећих 37 је направљено до 1988. године а до сада је укупно направљено 114 ових једрилица.
У аеро клубовима Србије има 23 летно способних једрилица Вук-Т, све произведене у периоду између 1984. до 1987. године. Поред једрилица које се налазе по аеро клубовима у Србији, оне се налазе по Аеро клубовима у свим бившим републикама Југославије. Известан број примерака је извезен у Швајцарску и Немачку.

## Сачувани примерци
Један примерaк једрилице Јастреб Вук-Т (регистарски број YU 4422) је изложен у Музеју ваздухопловства у Београду на аеродрому "Никола Тесла".

## Земље које су користиле ову једрилицу
- Југославија
- Србија
- Словенија
- Хрватска
- Босна и Херцеговина
- Црна Гора
- Немачка
- Швајцарска